# Helene Basu
Helene Basu (* 19. Oktober 1954 in Frankfurt am Main) ist eine deutsche Ethnologin und Hochschullehrerin an der Westfälischen Wilhelms-Universität Münster.

## Leben
Basu arbeitet vor allem zu den Bereichen bzw. an den Schnittstellen von Verwandtschafts-, Religions-, Medizin- und Medienethnologie. Sie hat den Schwerpunkt ‚Transkulturelle Psychiatrie‘ am Institut für Ethnologie in Münster etabliert und Feldforschungen sowohl in Gujarat als auch in Sansibar unternommen.
Basu ist zusammen mit Angelika Malinar, Knut A. Jacobsen und Vasudah Narayanan Herausgeberin der sechsbändigen Encyclopedia of Hinduism (Brill, 2009–2014). In Münster hat sie den Master-Studiengang Visual Anthropology, Media and Documentary Practices aufgebaut.

## Schriften (Auswahl)
- Fakire, Tänzer und Narren: Muslimische Heiligenverehrung bei den Sidi im westlichen Indien (Gujarat). (Dissertation) Das Arabische Buch, Berlin 1995. ISBN 3-86093-065-6.
- Von Barden und Königen. Ethnologische Studien zur Göttin und zum Gedächtnis in Kacch (Indien). Peter-Lang Verlag, Frankfurt am Main 2004, ISBN 3-631-39579-5.
- mit Gerd Althoff (Hrsg.): Rituale der Amtseinsetzung: Inaugurationen in verschiedenen Epochen, Kulturen, politischen Systemen und Religionen. Ergon Verlag, Würzburg 2015, ISBN 978-3-95650-072-5
- mit Roland Littlewood & Arne Steinforth (Hrsg.): Spirit and Mind. Mental Health at the Intersection of Religion and Psychiatry. LIT-Verlag, Münster 2017. ISBN 978-3-643-90707-3
- mit Martina Wagner-Egelhaaf & Bruno Quast (Hrsg.): Mythen und Narrative des Entscheidens. Ergon Verlag, Würzburg 2019. ISBN 978-3-525-36092-7

2008. (Hg.) Journeys and Dwellings: Indian Ocean Themes in South Asia. London & Hyderabad: Orient Longman. ISBN 978-81-250-3141-3
- mit Werbner, Pnina (Hrsg.): Embodying Charisma. Modernity, Locality and the Performance of Emotion at Sufi Shrines. London: Routledge and Kegan Paul.

### Ausgewählte Zeitschriftenartikel
- 2018. ‚Praktiken des Finanzmarkts. Ressourcen des Entscheidens in ethnografischer und populärer Literatur über das Börsenhandeln‘. In: Pfister, Ulrich (Hrsg.): Kulturen des Entscheidens: Narrative - Praktiken - Ressourcen. Göttingen: Vandenhoeck und Ruprecht, S. 119–141
- 2017. ‚The Mediality of Voice in Local Islamic Practices‘. In: Zehmisch, Philipp et al. (Hrsg.): Soziale Ästhetik, Atmosphäre, Medialität, S. 127–132.
- 2014. ‚Davā and Duā: Negotiating Psychiatry and Ritual Healing of Madness‘. In: Naraindas, Harish et al. (Hrsg.): Asymmetrical Conversations: Contestations, Circumventions, and the Blurring of Therapeutic Boundaries. Oxford: Berghan Books, S. 162–199.
- 2013. ‚Transformations of Hierarchy‘. In: Berger, Peter  und Heidemann, Frank (Hrsg.): The Modern Anthropology of India: Ethnography, Themes and Theory. London: Routledge, S. 66–89.
- 2012. ‚Ethnologie und die Vervielfältigung von Modernität‘. In: Basu, Helene et al. (Hrsg.): Moderne und Religion: Kontroversen um Modernität und Säkularisierung. Bielefeld: transcript, S. 379–414
- 2009. ‚Gujarat‘. In: Jacobsen, Knut A. et al. (Hrsg.): Brill's Encyclopedia of Hinduism. Leiden: Brill. I, S. 255–70.
- 2007. ‚Drumming and Praying: Sidi at the Interface between Spirit Possession and Islam‘, In: Kresse, Kai und Simpson, Edward (Hrsg.): Struggling with History: Islam and Cosmopolitanism in the Western Indian Ocean. London: Hurst, S. 291–321.
- 2005. ‚Geister und Sufis: Translokale Konstellationen des Islam in der Welt des Indischen Ozeans‘. In: Zeitschrift für Ethnologie 130 (2), S. 169–193.
- 2002. ‚Zeitkonzeptionen im kulturellen Gedächtnis des Rajput-Königtums‘. In: Falk, Harry (Hrsg.): Vom Herrscher zur Dynastie: Die Entstehung kontinuierlicher Zeitrechnung in den Kulturen der Antike und des Orients. Bremen: Verlag Dr. Ute Hempen, S. 269–288.
- 1998. ‚Hierarchy and Emotion: Love, Joy and Sorrow in a Cult of Black Saints in Gujarat, India‘. In: Werbner, Pnina und Basu, Helene (Hrsg.): Embodying Charisma. London: Routledge and Kegan Paul (peer reviewed), S. 117–139
- 1994. ‚Die Heilige und das Weibliche. Geschlechter-Konstruktionen im indo-muslimischen Sufismus‘. In: Zeitschrift für Ethnologie 119, S. 215–227.

### Herausgeberschaften
- 2019 mit Martina Wagner-Egelhaaf & Bruno Quast: Mythen und Narrative des Entscheidens. Ergon Verlag, Würzburg 2019. ISBN 978-3-525-36092-7
- 2012 mit Roland Littlewood & Arne Steinforth: Spirit and Mind. Mental Health at the Intersection of Religion and Psychiatry. LIT-Verlag, Münster 2017. ISBN 978-3-643-90707-3
- 2008 Journeys and Dwellings: Indian Ocean Themes in South Asia. London & Hyderabad: Orient Longman. ISBN 978-81-250-3141-3
- 1998 mit Werbner, Pnina: Embodying Charisma. Modernity, Locality and the Performance of Emotion at Sufi Shrines. London: Routledge and Kegan Paul.

### Filme
- 2018 How we Got here - Decision matters. (engl. Untertitel)
- 2018 Kabul Kiya - Do you accept? (engl. Untertitel; mit Julia Koch & Andreas Samland)
- 2012 „Spirits of Envy“ (engl. Untertitel)
- 2009 „Drugs & Prayers: Indian Psychiatry in the Realm of Saints“. (engl. u. dt. Untertitel)